# Komerční rada
Komerční rada (něm. Kommerzienrat nebo Kommerzialrat) je čestný titul, který může být udělen osobnostem, jež se nějakým způsobem zasloužily o „společné dobro“ v hospodářství či v obchodu. V Německu byl tento čestný titul zrušen roku 1919, v Československu byl užíván v době První republiky, v Rakousku ale může být udílen dodnes. Vyšší úrovní tohoto titulu také dříve býval tajný komerční rada (Geheime Kommerzienrat), jež nositele i jeho rodinu zařadil do „vyšší společnosti“.

## Jiné významy
- V jiném významu byl komerční rada označení odborného přísedícího u obchodního soudu či obchodního senátu krajského nebo vrchního soudu. Je tomu tak stále také v Rakousku, v Československu šlo dříve o označení tzv. „odborných soudců laiků“,[1] tedy přísedících, kteří byli vybírání z řad obchodníků a kteří tak díky tomu zaručovali nejen právní, ale i odborné posouzení daného obchodního sporu soudem.
- Komerční rada se sídlem ve Vídni řídila zahraniční obchod a obchodní politiku v habsburské monarchii v letech 1762–1776.[2]